# Бойко, Станислав Станиславович
Станислав Станиславович Бойко (10 апреля 1968, Душанбе, Таджикская ССР, СССР) — советский и казахстанский футболист, полузащитник и нападающий.

## Биография
Родился 10 апреля 1968 года в Душанбе.
Играл в футбол на позициях полузащитника и нападающего. Начал игровую карьеру в 1986 году в составе «Вахша» (Курган-Тюбе), который выступал во второй лиге. Провёл 26 матчей, забил 2 мяча.
В 1990—1991 годах играл во второй низшей лиге за «Актау» (Шевченко), сыграл 55 матчей, забил 10 мячей. В 1992—1995 годах продолжал играть в «Актау»/«Мунайши», выступавший теперь в чемпионате Казахстана. За три сезона в высшей лиге провёл 78 матчей, забил 27 мячей. В 1994 году в первой лиге сыграл 24 матча, забил 7 голов. Кроме того, на счету Бойко 4 матча и 4 гола в Кубке Казахстана. В этом турнире он в 1994 году с «Мунайши» добрался до полуфинала и с 3 мячами поделил 3-е место в списке снайперов.
В 1997 году провёл 7 матчей в высшей лиге за «Актобе» (Актюбинск).